# Tenacious D: Världens bästa rockband
Tenacious D: Världens bästa rockband är en film med Jack Black och Kyle Gass som handlar om deras rockband Tenacious D. Den är regisserad av musikern och dockspelaren Liam Lynch. Filmen släpptes den 22 november 2006.
Filmen har även roller av JR Reed som spelar Lee, samma roll som han haft i TV-programmet Tenacious D, och Ben Stiller (även en av filmens regissörer) som spelar "Guitar Store Dude". Andra roller spelas av bland andra Ronnie James Dio som sig själv, Meat Loaf som Jack Blacks far samt komikerna Paul F. Tompkins och Neil Hamburger.

## Handling
Filmen handlar om en vänskap som för evigt kommer förändra rockens historia, mötet mellan Jack Black och Kyle Gass som ledde till skapandet av Tenacious D. Filmen följer deras sökan bakom sanningen till att spela riktig "Kick ass" Rock'n Roll. Svaret finns i "Ödets plektrum" (The Pick of Destiny).

## Filmmusik
Filmmusiken, vilket även blev duons andra album, inkluderar sång av Ronnie James Dio och Meat Loaf. Dave Grohl återvänder också för att spela trummor till albumet, vilket han även gjorde på deras första album, Tenacious D (2001). Grohl sjunger även under låten Beelzeboss.